# الدرب (يريم)

تعديل مصدري - تعديل

الدرب هي إحدى قرى عزلة ارياب بمديرية يريم التابعة لمحافظة إب، بلغ تعداد سكانها 696 نسمة حسب تعداد اليمن لعام 2004.